# Cajun Moon (J.-J.-Cale-Lied)
Cajun Moon ist ein Lied von J. J. Cale, das erstmals im Jahr 1974 veröffentlicht wurde, sowohl als Single als auch auf dem Album Okie. J. J. Cale selbst hatte keinen besonderen Erfolg mit dem Titel. In der Folge wurde das Lied jedoch vielfach gecovert. Die bekanntesten Versionen stammen von Randy Crawford und Herbie Mann.

## Text
Der Text besingt den über Acadiana (Cajun-Country) stehenden Mond und seinen Einfluss auf Lebewesen, in diesem Fall auf den Lebenspartner, den der Mond mit sich genommen haben soll. Die Zurückgebliebene soll sich keine Gedanken darüber machen, denn nicht sie, sondern der Mond ist für das Verschwinden des Partners verantwortlich. Die Art der Trennung bleibt offen, und so ist jede Interpretation von einfacher Auflösung der Beziehung bis zum Suizid eines Partners möglich.

## Stil
Das Lied ist im für J. J. Cale typischen ruhigen Tempo (laid back, „zurückgelehnt“) gehalten. Die Instrumentierung entspricht einer Rockband, wird aber sehr dezent vorgetragen.

## Cover-Versionen (Auswahl)
Cajun Moon gehört zum Tournee-Programm vieler Musiker, vor allem aus den Bereichen Rock, Rock ’n’ Roll, Rhythm and Blues und Contemporary R&B.
- 1977 – Herbie Mann ft. Cissy Houston (Album: Surprises)
- 1978 – Maria Muldaur (Album: Southern Winds)
- 1982 – Poco (Album: Cowboys & Englishmen)
- 1995 – Randy Crawford (Album: Naked and True)
- 2002 – Chris Spedding (Album: One Step Ahead of the Blues)
- 2003 – Dave Berry (Album: Memphis… in the Meantime)